# Martin Waßmund
Martin Waßmund oder Martin Wassmund (* 7. September 1892 in Witzmitz, Kreis Regenwalde; † 4. April 1956 in Berlin) war ein deutscher Chirurg, Zahnarzt, Hochschullehrer und Facharzt für Zahn-, Mund- und Kieferheilkunde.

## Leben
Martin Waßmund war Sohn des Pfarrers Johann Waßmund. Nach dem Abitur 1911 am Berliner Luisengymnasium studierte er von 1911 bis 1914 klassische Philosophie in Berlin und in Freiburg i. Breisgau. Als Student trat er dem Berliner und Freiburger Wingolf bei, jedoch bereits 1916 wieder aus.  Von 1914 bis 1918 nahm er als Kriegsfreiwilliger am Ersten Weltkrieg teil. Von 1919 bis 1921 absolvierte er das Studium der Zahnheilkunde und wurde 1921 mit dem Thema Mund und Rachensepsis zum Dr. med. dent. promoviert. Von 1921 bis 1925 war er als Assistent in der zahnärztlichen Ambulanz des Rudolf-Virchow-Krankenhauses bei Ernst Köppel tätig. Mit wachsendem Einblick erkannte Waßmund jedoch die Unzulänglichkeit einer rein zahnärztlichen Ausbildung. Parallel zu seiner klinischen Tätigkeit absolvierte er von 1923 bis 1927 in Berlin das Studium der Medizin und schloss es 1927 mit der Promotion zum Dr. med. über das Thema Die röntgenologische Kontrastdarstellung mit Jodophin und die Behandlung großer Oberkieferzysten ab. In den Jahren 1925 bis 1928 war er weiter als Assistenzzahnarzt in der Kieferklinik des Rudolf-Virchow-Krankenhauses tätig. Am 1. Januar 1928 wurde er als Facharzt für Zahn-, Mund- und Kieferkrankheiten anerkannt. 1929 wurde er kommissarischer Leiter ebenda. Anschließend führte er die Klinik ab 1931 mit Unterbrechungen während des Zweiten Weltkriegs und in der Nachkriegszeit bis zu seinem Tode 1956. 1936 konnte er sich unter Georg Axhausen an der Friedrich-Wilhelms-Universität habilitieren und wurde dort 1941 außerordentlicher Professor. Im Jahr 1936 war Lem’i Belger, der Assistent des in die Türkei emigrierten Zahnmediziners und Mundvorhofoperationen bzw. Gaumen- und Lippenspalten-Operationen auch nach der Waßmundschen Methode durchführenden Alfred Kantorowicz und spätere Istanbuler Professor für Prothetik, Gast-Assistent in der Kieferklinik von Waßmund, bevor er sich 1938 habilitierte.
Während des Zweiten Weltkrieges war Waßmund Leiter von Kriegs- und Reservelazarettabteilungen für Kiefer- und Gesichtschirurgie in Berlin, Bad Ems, Würzburg und Bayreuth. Er war seit 1925 Angehöriger des Corps Franconia Berlin und seit 1952 des Corps Normannia Hannover.
Martin Waßmund vertrat während der Zeit des Nationalsozialismus kompromisslos das rassenhygienische Ziel der „Ausmerze“. Er stand damit im Gegensatz zu weiteren bekannten Fachvertretern dieser Zeit wie Axhausen, Rosenthal, Ernst, Uebermuth, die ein empathisches Verständnis für ihre Spaltpatienten hatten und die NS-Rassengesetze in dieser Zeit ablehnten.

## Leistungen
Waßmund gilt als Pionier der deutschen Kiefer- und Gesichtschirurgie. Die Kieferklinik des Rudolf-Virchow-Krankenhauses in Berlin, die er 1925 mitbegründete, war die erste Kieferklinik in dieser Stadt. Als Geheimnis seines Erfolges auf dem Gebiet der Kiefer-Gesichtschirurgie bezeichnete Waßmund die Vereinigung von Zahnarzt und Mediziner in einer Person, die grundsätzlich einer bloßen Zusammenarbeit zwischen Chirurg und Zahnarzt überlegen sei. Unter der Leitung von Martin Waßmund war an der Kieferklinik des Rudolf-Virchow-Krankenhauses eine Schule entstanden, die Maßstäbe für die deutsche Facharztausbildung setzte. An dieser Klinik haben neben Karl Schuchardt (1901–1985) u. a. auch Alfred Rehrmann (1910–1979), Eugen Fröhlich (1910–1971) und Eduard Schmid (1912–1992) einen Teil ihrer Weiterbildung zum Facharzt für Zahn-, Mund- und Kieferkrankheiten absolviert. Alle vier wurden später zu Leitern von bedeutenden Kliniken für Mund-, Kiefer- und Gesichtschirurgie. Die Deutsche Gesellschaft für Mund-, Kiefer- und Gesichtschirurgie (DGMKG) wurde 1951 durch Martin Waßmund gegründet. Er war Gründungspräsident und leitete diese Gesellschaft bis 1953. Zur Dokumentation der wissenschaftlichen Aktivitäten der Gesellschaft gab er zusammen mit Karl Schuchardt die Bände I und II der Fortschritte in der Mund-, Kiefer- und Gesichtschirurgie heraus. Diese beim Stuttgarter Thieme Verlag erschienene Reihe wurde nach dem Tod von Martin Waßmund 1956 von Karl Schuchardt und später von Norbert Schwenzer (1929–2018) fortgesetzt und dokumentierte bis 1999 in 44 Bänden das wissenschaftliche Leben der Deutschen Gesellschaft für Mund-, Kiefer- und Gesichtschirurgie.

## Martin-Waßmund-Preis
Die Deutsche Gesellschaft für Mund-, Kiefer- und Gesichtschirurgie verlieh jährlich den mit einem Preisgeld dotierten Martin-Waßmund-Preis für „bedeutsame Arbeiten auf dem Gebiet der Mund-, Kiefer und Gesichtschirurgie“. Der Preis wurde 2011 in Wissenschaftspreis der DGMKG umbenannt, da eine nicht akzeptable Einstellung Waßmunds zur Behandlung der Patienten mit Lippen-Kiefer-Gaumenspalten im dritten Reich bekannt wurde.

## Schriften

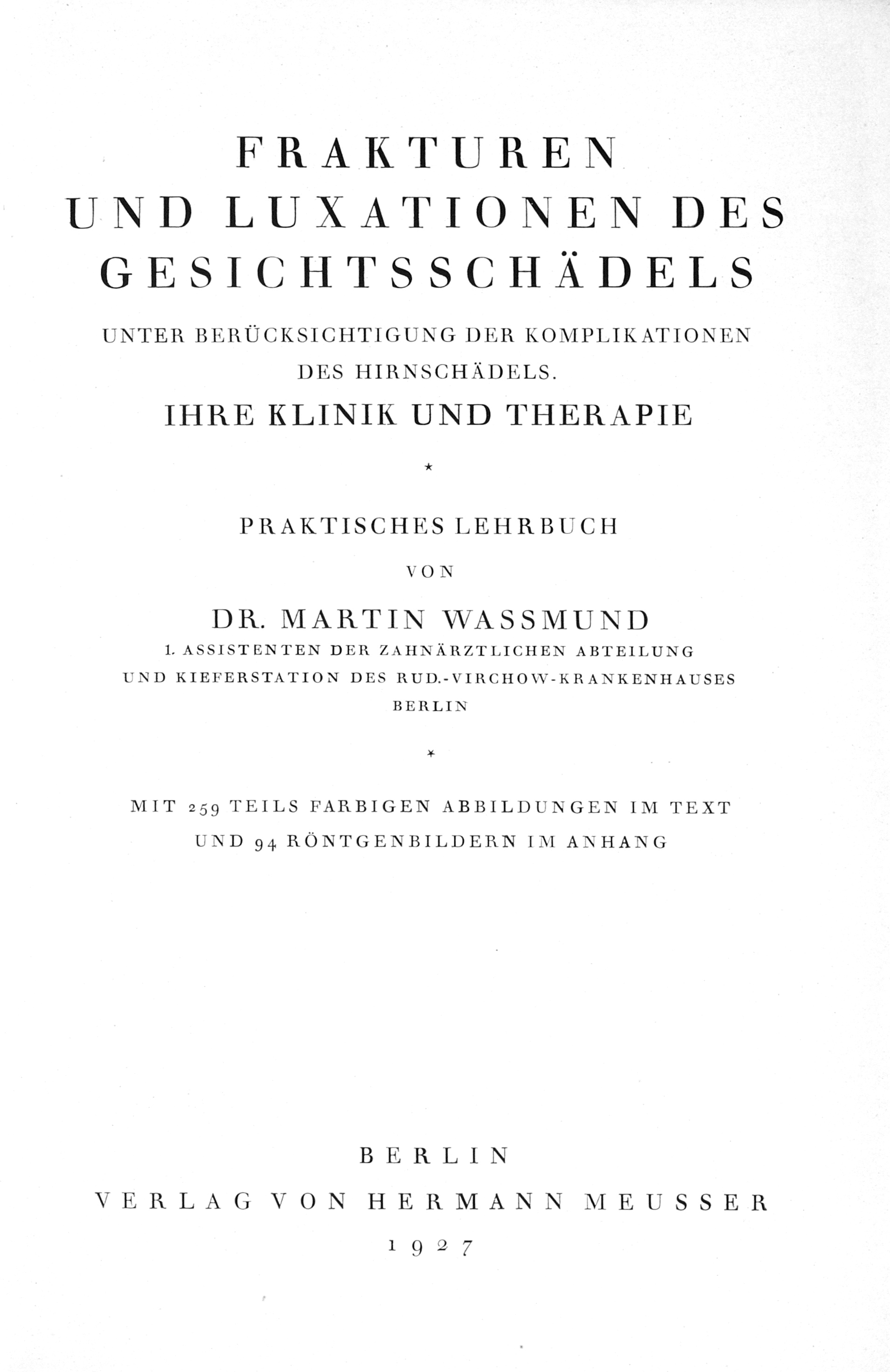
1927

- Frakturen und Luxationen des Gesichtsschädels. Unter Berücksichtigung der Komplikationen des Hirnschädels. Ihre Klinik und Therapie. Praktisches Lehrbuch. H. Meusser, Berlin 1927.
- Die Behandlung der Defektfrakturen besonders der Schußbrüche des Unterkiefers. Johann Ambrosius Barth Verlag (H. Meusser), Leipzig 1939.
- Lehrbuch der praktischen Chirurgie des Mundes und der Kiefer, Bd. 1–2. J. A. Barth, Leipzig 1935, 1939.